# Królestwo Bośni
Królestwo Bośni (serbsko-chorwacki: Kraljevina Bosna / Краљевина Босна) – średniowieczne państwo bośniackie istniejące w latach 1377–1463.
Zostało utworzone w 1377 roku, w wyniku przekształcenia Banatu Bośni w królestwo i koronacji bana Tvrtka I na króla. W czasie jego rządów Bośnia osiągnęła swój największy zasięg terytorialny, do kraju przyłączono Dalmację (z wyjątkiem Zadaru i jego okolic) oraz część obecnej Serbii i Chorwacji. Królestwo padało ofiarą najazdów osmańskich (zwłaszcza po bitwie na Kosowym Polu, która miała miejsce w 1389 roku), ostatecznie w 1463 roku Bośnia została podbita przez Imperium Osmańskie.